# 반민심 사교육 카르텔 척결 특별조사 시민위원회
반민심 사교육 카르텔 척결 특별조사 시민위원회, 약칭 반민특위(反民特委)는 대한민국의 교육현실에서 사교육 또는 학원의 카르텔에 가담 또는 적극적으로 협조한 자를 조사하기 위하여 2024년 시민단체를 중심으로 설치한 특별위원회이다. 2000년 헌법재판소의 과외금지위헌판결 이후에 현재까지 대한민국에서 사교육 카르텔에 가담 또는 협조한 고위공무원, 수능출제진, 교육자, 기업가, 시민단체, 연예인, 스포츠인, 정치인 등을 본격 조사하여 필요한 법적 또는 비법적 조치를 취하게 된다.

## 사교육 카르텔 10대 주요 유형
2024년 1월 11일 한국프레스센터에서 반민특위가 제시한 10대 사교육 카르텔 유형은 2000년 이후 지금까지 당시 사교육 또는 학원에 협력하였거나, 사교육 또는 학원으로부터 지원금이나 사례금, 고용이익 등을 수령한 자 그리고 사교육 카르텔을 척결하기 위해 힘써왔던 지식인, 교육운동가, 애국자들의 활동을 방해 했던, 친사교육 카르텔 인사들을 대상으로, 조사 및 필요한 조치를 진행하는 것을 목표로 하고 있다.
- 유형 1. 고위 정책입안자들… 앞에서는 사교육 척결, 뒤에서는 내 ‘주식’ 이익 극대화
- 유형 2. 퇴직한 고위 정부관료… 자유로운 사교육 회사 취업, 그리고 그들을 옹호
- 유형 3. ‘국대 사교육?’… 사교육 광고에 앞장서는 국가대표 축구선수, 국민MC
- 유형 4. 수능 출제 카르텔… 그들만의 리그, 그리고 사교육계와 유착
- 유형 5. 사교육업체 임원인 교육부 장관, 교수들… 영혼파는 그들, 사교육은 우리 편
- 유형 6. 학원-교사 교재 출제 유착… 문제를 사고팔고, 같이 어울리는 그들
- 유형 7. 학원-대학 배치표 담합… 오고 가는 광고속에 대학 커트라인은 더 높게
- 유형 8. 학원만 신난 원서접수… 모의지원 합격예측, 모든 정보는 사교육으로
- 유형 9. AI(인공지능), IB(국제 바칼로레아)  미래교육?... 잘못하면 학원만 배불려
- 유형 10. ‘정피아’, ‘교피아’, ‘~피아’… 사교육 업자들의 정계, 학계, 기업계, 시민단체 진출

## 반민특위의 활동 및 성과
[진행사업 1] 2024년 1월 11일 반민특위는 공식 출범하면서, 첫번째 활동으로 2024학년도 대입에서 발생하고 있는 입시 컨설팅 비용 과다징수 환불 절차를 대신 진행하고 있다.
현재 사교육 핵심지역인 대치동이 위치한 강남서초교육지원청 학원 등 교습비 조정 기준에서 진학상담 및 지도는 1분당 5,000원, 1시간 당 300,000원으로 제한하고 있다. 하지만 대부분 컨설팅 업체에서는 30만원을 초과해서 컨설팅 비용을 받고 있는 것이 현실이다. 
이런 문제를 해결하기 위해, 학부모가 입시 컨설팅에서 1시간에 30만원보다 초과해 지출한 비용에 대해서 학원 또는 컨설팅 업체에 환불 절차를 대신 진행하는 사업을 하고 있다.
여기에는 국내 대표적인 변호사 자문단을 구성해 법적 도움을 받고 있으며, 세부적인 환불 신청 사이트는 아래 링크로 접속하면 된다. 
👉 신청 링크1.  https://forms.gle/zdutpn7XKQvFAXRz7
👉 신청 링크2.  https://han.gl/vmnOKd

[진행사업 2] 국민참여24 사교육 카르텔 제보 사이트를 운영하고 있습니다.
사교육 카르텔 관련 다양한 형태의 제보(공무원/교사/교수/기타 유착 관계, 비리, 부조리, 탈법 및 불법 행위, 금품 및 향응, 부정청탁, 입시비리 등)를 모두 환영합니다. 
아래 제보사이트 링크로 접속해 제보해주시면 됩니다. 
👉 제보 링크1.  https://forms.gle/RzGnWoKx3ZaGTMyV9
👉 제보 링크2.  https://han.gl/MKwvi